# Mick Ronson
Michael "Mick" Ronson, född 26 maj 1946 i Kingston upon Hull i Yorkshire, död 29 april 1993 i London, var en brittisk musiker (främst gitarr men även klaviaturinstrument), arrangör och låtskrivare. Han spelade ihop med David Bowie, senare med Ian Hunter och producerade även andras album.

## Karriär
Mick Ronson är antagligen mest känd för sitt arbete tillsammans med David Bowie 1970–1974. 1984 producerade han Dalbellos album Whomanfoursays. Ronson bodde ett tag i Stockholm och producerade där bland annat 1991 Nun Permanent, ett album med gruppen Leather Nun.

## Stil och betydelse
Gitarren Mick Ronson använde under 1960- och 1970-talet är en Gibson Les Paul Custom Black Beauty 1968, där lacken på toppen var helt bortslipad för ett råare utseende. Förstärkaren som användes för alla inspelningar under arbetet med Bowie var en Marshall Major 200 W, vilken Mick gav smeknamnet "The Pig". Det sägs att han satte förstärkarens alla vreden på max och kopplade sin gitarr via en Cry Baby wah-wah-pedal. Dock använde han oftast inte pedalen på det traditionella viset, utan bara som ett slags booster.
Mick Ronson anses som en inflytelserik gitarrist, där hans kvaliteter är mer präglade av känsla och själ än antal toner per sekund. Branschtidningen Rolling Stone har placerat honom på plats 41 på listan över "100 Greatest Guitarists".

## Källhänvisningar
1. 1 2  Find a Grave, Find A Grave-ID: 7949, läs online, läst: 9 oktober 2017.[källa från Wikidata]
2. ↑  Tjeckiska nationalbibliotekets databas, NKC-ID: xx0197001, läst: 16 december 2022.[källa från Wikidata]
3. ↑  "100 Greatest Guitarists". Rollingstone.com. Läst 8 oktober 2014. (engelska)